# Velký Osek-Kanín
Velký Osek-Kanín  (případně též Výh Velký Osek-Kanín) je jeden z obvodů (označován též jako výhybna) železniční stanice Velký Osek, do roku 2001 šlo o samostatnou výhybnu s názvem Kanín (nebo též Výh Kanín). Nachází se na trati Velký Osek – Choceň mezi Velkým Osekem a Dobšicemi nad Cidlinou. Trať do Dobšic je jednokolejná, z obvodu Kanín do hlavní části stanice Velký Osek pak vedou dvě samostatné koleje, jedna se zapojuje do kolínského a druhá do nymburského zhlaví stanice. Výhybna leží jižně od Kanína, kde ji kříží dálnice D11. Výhybna se nachází na katastrech Kanín a Sány.

## Historie
Původně vycházela z Velkého Oseka trať směrem na Hradec Králové jen ze severního (nymburského zhlaví), dnes se této trati mezi V. Osekem a Kanínem říká stará spojka. V roce 1939 byla zahájena výstavba tzv. nové spojky, která se do V. Oseka napojila od jihu (tj. do kolínského zhlaví). To umožnilo jízdu mezi Hradcem Králové, Nymburkem a Prahou bez úvrati ve V. Oseku. Během výstavby nové spojky byla zřejmě postavena i výhybna Kanín. Během přestavby Kanína v letech 2000/2001 bylo zřízeno i dálkové ovládání ze stanice Velký Osek a výhybna se stala obvodem této stanice. Připravovaná modernizace trati Velký Osek – Choceň zřejmě přinese její zdvoukolejnění a z výhybny Kanín se stane odbočka.

## Popis výhybny
Obvod je vybaven reléovým zabezpečovacím zařízením AŽD 71. Obvod je trvale neobsazen výpravčím a je dálkově ovládána z Velkého Oseka pomocí rozhraní JOP. Ve výhybně jsou dvě dopravní koleje (č. 201 a 202), obě o užitečné délce 818 m. Obvod je kryt od Dobšic nad Cidlinou vjezdovým návěstidlem DL a od Velkého Oseka cestovými návěstidly Sc92 (nová spojka) a Sc93 (stará spojka). Jízda vlaků mezi Kanínem a Dobšicemi nad Cidlinou je zabezpečena automatickým hradlem AH 83 bez oddílových návěstidel. Jízdy mezi Kanínem a Velkým Osekem (tj. v rámci jedné stanice) jsou zajištěny souhlasy integrovanými do staničního zabezpečovacího zařízení.